# Zubovskya koeppeni
Zubovskya koeppeni är en insektsart som först beskrevs av Zubovski 1900.  Zubovskya koeppeni ingår i släktet Zubovskya och familjen gräshoppor.

## Underarter
Arten delas in i följande underarter:
- Z. k. koeppeni
- Z. k. parvula